# Mosche Schachal

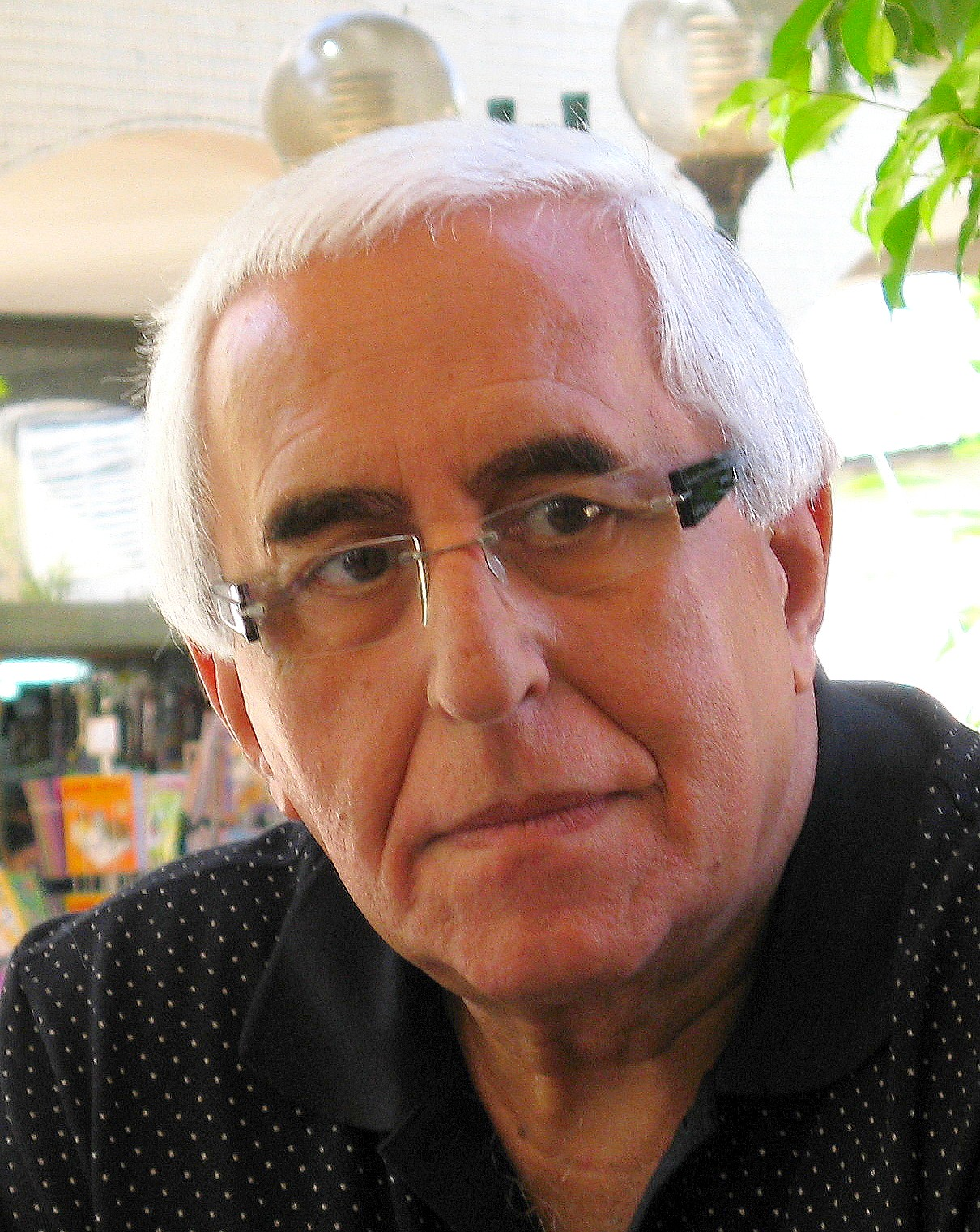
Mosche Schachal

Mosche Schachal (hebräisch משה שחל‎; * 20. Mai 1934 in Bagdad) ist ein ehemaliger israelischer Politiker.
Mosche Schachal wanderte 1950 in Israel ein, wo er Wirtschaft und Politik an der Universität in Haifa studierte. Für die Knessetwahlen von 1969 stand er an 57. Stelle der Liste der Awoda; im Nachrückverfahren ersetzte er am 1. September 1971 Mordechai Ofer. Er wurde in den Jahren 1974, 1977 und 1981 wiedergewählt. 
Mosche Schachal bekleidete mehrere Ministerposten: 1984 bis 1990 und 1992 bis 1995 war er Minister für Energie & Infrastruktur, 1992 bis 1993 Minister of Communications, 1992 bis 1995 Polizeiminister und 1995 bis 1996 Minister für Innere Sicherheit. 